# 阿斯達 (超市)

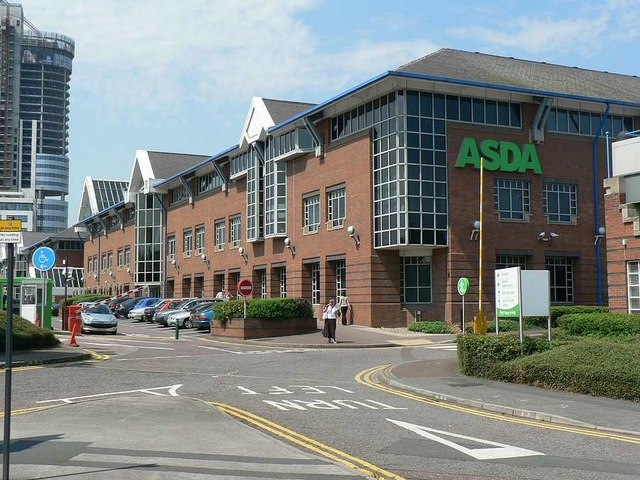
阿斯達總部

阿斯達（Asda Stores Ltd.） 是一家英國超市連鎖店，銷售服裝、雜貨，也提供金融服務。它有一個和Vodafone合作的移動電話網絡。總部地址在西約克郡里茲。

## 历史
1999年，阿斯達成為沃爾瑪的子公司，現在是英國次於樂購和森寶利的第三大超市連鎖店。
2009年11月10日，沃爾瑪英國分公司把31億股阿斯達 (超市)普通股售予同屬沃爾瑪集團的投資部門 Corinth服務公司，獲得57億英鎊現金，另外並取得Corinth公司價值12.4億英鎊的股票。
2010年5月28日，沃爾瑪旗下阿斯達 (超市)斥資7.78億英鎊（合11億美元）從Dansk Supermarked AS收購擁有193家連鎖店的英國折扣零售商Netto Foodstores集團。Asda2009年銷售額為312億美元。航運巨頭A.P.Moller-Maersk擁有丹麥最大的零售商Dansk的68%的股份，其餘股份由丹麥零售商Salling持有。
2018年4月30日森寶利以29.75億英鎊(約41億美元)現金和合併後的新公司42%股權向沃爾瑪購入阿斯達 (超市)，合併後的新公司將擁有超過2800家零售門店，成為英國最大超市集團，沃爾瑪並同意在新公司中持有的投票權不超過29.9%。
2019年4月25日因英國競爭及市場管理局否決森寶利和阿斯達 (超市)双方同意终止交易。

## 外部連結
- Asda.com（页面存档备份，存于）